# Liste des préfets de Vaucluse
Liste des préfets de Vaucluse depuis la création du département. Le siège de la préfecture est à Avignon.

## Préfet duConsulatet duPremier Empire
| Période           | Période          | Identité                                    | Fonction précédente | Observation |
| ----------------- | ---------------- | ------------------------------------------- | --- | --- |
| 2 mars 1800       | 11 novembre 1802 | Jean Pelet de la Lozère                     | Avocat au Parlement, Président du Directoire du département de la Lozère (1791), Député de la Lozère à la Convention nationale (1792), Membre du Conseil des Cinq-Cents (1795)                                                 | Conseiller d'État, Ministre de la Police par intérim (Cent-Jours), Pair de France (1819)                                                                               |
| 17 septembre 1802 | 25 juillet 1805  | Marc Antoine Bourdon de Vatry               | Préfet maritime du Havre | Passe à la préfecture de Maine-et-Loire |
| 1er août 1805     | 12 février 1810  | François-Pascal Delattre                    | Négociant à Abbeville Député du tiers état de la sénéchaussée de Ponthieu (Abbeville) aux États généraux de 1789 Membre du Conseil des Cinq-Cents (1796) Député puis questeur au Corps législatif (1804)                       | Représentant à la Chambre des Cent-Jours |
| 12 février 1810   | 13 décembre 1810 | Goswin de Stassart                          | Sous-préfet d'Orange (Vaucluse) | Passe à la préfecture des Bouches-de-la-Meuse |
| 13 décembre 1810  | 12 mars 1813     | Charles Gérard Hultmann                     | Substitut de la cour d'Arnheim Directeur général des Arts et des Sciences (Royaume de Hollande) Du 25 décembre 1810 au 16 février 1811 préfet par interim du Maasland devenant Bouches-de-la-Meuse à l'annexation des Pays-Bas | Passe à la préfecture des Bouches-de-l'Yssel Conseiller d'État (Royaume des Pays-Bas) Chevalier de l'Ordre du Lion belgique Gouverneur civil de la province de Brabant |
| 12 mars 1813      | 15 décembre 1813 | Jean-Baptiste Maximilien Villot de Fréville | Membre du Tribunat Intendant de la province de Valence Préfet de Jemappes (1810-1812) | Préfet de la Meurthe (1813-1814) Maître des requêtes (première Restauration) Conseiller d'État (seconde Restauration) Pair de France (monarchie de Juillet)            |
| 15 décembre 1813  | 15 mars 1815     | Alexandre Jean Denis Rouen des Mallets      | Auditeur au Conseil d'État (1810) | Maintenu à la première Restauration Préfet de Lot-et-Garonne (Cent-Jours, maintenu à la seconde Restauration)                                                          |

## Préfets de laPremière Restauration(1814-1815)
| Période          | Période      | Identité                               | Fonction précédente               | Observation                                                                                                   |
| ---------------- | ------------ | -------------------------------------- | --------------------------------- | --- |
| 15 décembre 1813 | 15 mars 1815 | Alexandre Jean Denis Rouen des Mallets | Auditeur au Conseil d'État (1810) | Maintenu à la première Restauration Préfet de Lot-et-Garonne (Cent-Jours, maintenu à la seconde Restauration) |

## Préfets desCent-Jours
| Période      | Période         | Identité                   | Fonction précédente | Observation |
| ------------ | --------------- | -------------------------- | --- | --- |
| 15 mars 1815 | Sans suite      | Charles-Achille de Vanssay | Auditeur au Conseil d'État Sous-préfet de Château-Gontier Préfet des Basses-Pyrénées (1810)                                       | Préfet de la Haute-Vienne (22 mars 1815) (Cent-Jours), il refuse Préfet de la Manche (12 juillet 1815) (seconde Restauration) Préfet de la Seine-Inférieure (1820-1828) Conseiller d'État honoraire Préfet de Loire-Inférieure (1828-1830) |
| 6 avril 1815 | 12 juillet 1815 | Alexandre-Henri Heim       | Nommé, en 1813, préfet de la Corse, sans suite. Devient alors adjoint au commissaire extraordinaire dans la 2e division militaire | Nommé, en 1831, préfet des Deux-Sèvres |

## Préfets de laSeconde Restauration(1815-1830)
| Période         | Période          | Identité                                | Fonction précédente                                                     | Observation                         |
| --------------- | ---------------- | --------------------------------------- | ----------------------------------------------------------------------- | ----------------------------------- |
| 12 juillet 1815 | 5 février 1817   | Louis Marie Joseph de Saint-Chamans     | Auditeur au conseil d'État 15 mars 1815 Préfet de l'Isère, non-installé | Nommé préfet de la Haute-Garonne    |
| 5 février 1817  | sans suite       | Alexandre-Daniel de Talleyrand-Périgord | Député du Loiret                                                        | refuse et reste député              |
| 19 février 1817 | sans suite       | Claude-René Bacot de Romand             | Député d'Indre-et-Loire                                                 | Il refuse et reste député           |
| 27 février 1817 | 2 janvier 1823   | Thomas-Jacques de Cotton                | Député du Rhône                                                         | préfet de la Drôme                  |
| 2 janvier 1823  | 7 avril 1824     | Emmanuel Jules Nicolas de Calvière      | Député du Gard                                                          | Nommé préfet de l'Isère             |
| 7 avril 1824    | 18 juillet 1827  | Antoine Louis Ange Élysée de Suleau     | Préfet de la Corse                                                      | Nommé préfet de la Vendée           |
| 18 juillet 1827 | 16 novembre 1828 | Charles Antoine Gabriel de Limairac     | Préfet de Tarn-et-Garonne                                               | Passe à la retraite                 |
| 12 novembre     | 10 août 1830     | André-Louis-Marie Tassin de Nonneville  | Préfet d'Indre-et-Loire                                                 | Remplacé après les Trois Glorieuses |

## Préfets de la monarchie de Juillet (1830 - 1848)
| Période           | Période           | Identité                                 | Fonction précédente                        | Observation                                                                 |
| ----------------- | ----------------- | ---------------------------------------- | ------------------------------------------ | --------------------------------------------------------------------------- |
| 10 août 1830      | 14 mai 1831       | François Dominique Larréguy              | Préfet des Bouches-du-Rhône                | Nommé préfet de la Charente                                                 |
| 14 mai 1831       | 19 novembre 1831  | Claude Joseph Parfait Derville-Maléchard | A été Préfet du Doubs au Cent-Jours (1815) | préfet du Doubs                                                             |
| 19 novembre 1831  | 14 juillet 1833   | Maurice-Poivre Bureaux de Pusy           | Préfet des Hautes-Pyrénées                 | (Fils de Jean-Xavier Bureau de Pusy) sera élu Député des Hautes-Pyrénées    |
| 14 juillet 1833   | 21 septembre 1834 | Thomas Louis Mercier                     | Sous-préfet d'Alès                         | Nommé préfet du Finistère                                                   |
| 21 septembre 1834 | 9 juillet 1836    | Guillaume Bellon                         | Préfet de l'Ain                            | Nommé préfet de l'Oise                                                      |
| 9 juillet 1836    | 23 juillet 1837   | Jean-Baptiste Onfroy de Bréville         | Sous-préfet de Vitry-le-François           | Nommé préfet de la Haute-Garonne                                            |
| 23 juillet 1837   | 1er novembre 1840 | Jacques-Alphonse Mahul                   | Préfet de la Haute-Loire                   | Nommé Directeur général de la police Sera (1841) préfet de la Haute-Garonne |
| 15 novembre 1840  | 9 juillet 1843    | Jean Pierre Marquier                     | Préfet de l'Ardèche                        | Nommé préfet de l'Ain                                                       |
| 9 juillet 1843    | 31 juillet 1847   | Jean Pascal                              | Préfet de l'Ariège                         | Nommé préfet de l'Isère                                                     |
| 31 juillet 1847   | 28 février 1848   | François d'Imbert de Mazères             | Préfet de la Vienne                        | Passe à la retraite                                                         |

## Préfets et commissaires du gouvernement de la Deuxième République (1848-1851)
| Période        | Période         | Identité                                   | Fonction précédente                                           | Observation |
| -------------- | --------------- | ------------------------------------------ | ------------------------------------------------------------- | --- |
| 7 mars 1848    | 23 avril 1848   | Paul Joseph Xavier Tramier de la Boissière | Député de Vaucluse                                            | Commissaire du gouvernement. Devient représentant de Vaucluse |
| 30 avril 1848  | 4 juin 1848     | Alphonse Antoine Joseph Gent               | maire provisoire d'Avignon                                    | Commissaire du gouvernement. Devient représentant de Vaucluse sera déporté en 1851, puis banni en 1854 nommé en 1870 Commissaire de la défense nationale dans le Vaucluse, il refuse mais accepte le poste de préfet des Bouches-du-Rhône |
| 4 juin 1848    | 9 octobre 1848  | Simon Pierre Auguste Poupart               | Chef de cabinet du ministre de l'agriculture Ferdinand Flocon | |
| 9 octobre 1848 | 11 mai 1850     | Jean Alexandre Romain Fortuné de Bry       | sous-préfet à Dunkerque                                       | Nommé préfet des Deux-Sèvres |
| 11 mai 1850    | 9 décembre 1851 | Auguste Pierre Georges Malher              | Préfet du Cantal                                              | Nommé préfet de la Moselle |

## Préfets du Second Empire (1851-1870)
| Période         | Période          | Identité                                   | Fonction précédente                      | Observation                      |
| --------------- | ---------------- | ------------------------------------------ | ---------------------------------------- | -------------------------------- |
| 9 décembre 1851 | 2 juillet 1853   | Jean François Costa                        | Préfet de Tarn-et-Garonne (non installé) | préfet de l'Hérault              |
| 2 juillet 1853  | 11 mai 1864      | Alexandre Louis Adolphe Durand-Saint-Amand | Préfet de l'Hérault                      | Mort en fonction                 |
| 28 mai 1864     | 5 septembre 1870 | Claude Laurent Barthélemy Bohat            | Préfet de la Corrèze                     | démissionnaire en septembre 1870 |

## Préfets de la Troisième République
| Période           | Période           | Identité                                          | Fonction précédente                                                         | Observation |
| ----------------- | ----------------- | ------------------------------------------------- | --------------------------------------------------------------------------- | --- |
| 6 septembre 1870  | 8 février 1871    | Louis Cyprien Poujade                             | Médecin                                                                     | Devient représentant de Vaucluse |
| 8 octobre 1870    | 14 octobre 1870   | Pierre Eugène Raveau                              | En 1870 Major commandant la garde nationale; Membre du comité de défense    | préfet provisoire par interim Conseiller municipal                                                                                                  |
| 25 mars 1871      | 17 novembre 1871  | Albert Gigot                                      | avocat et journaliste                                                       | Nommé préfet du Loiret |
| 17 novembre 1871  | 17 mars 1872      | Pierre Napoléon Dupont-Delporte                   | Préfet de la Haute-Marne                                                    | Mort en fonction |
| 8 mai 1872        | 19 décembre 1872  | Alban Jean François Delcussot                     | Administrateur intendant du camp régional de Bordeaux (1870-1871)           | Mort en fonction |
| 15 février 1873   | 26 mai 1873       | Jean Dauzon (alias Jean-Baptiste Eugène Dauzon)   | Préfet de l'Hérault                                                         | Sera (1880) Inspecteur général |
| 26 mai 1873       | 22 mars 1876      | Louis Joseph Scipion Alfred Doncieux              | Préfet de l'Aveyron                                                         | (disponibilité pour raison de santé) Nommé 24 mai 1877 préfet de la Loire                                                                           |
| 22 mars 1876      | 18 avril 1877     | Charles Henry Raguet de Brancion                  | Préfet de la Côte-d'Or                                                      | Nommé préfet de la Haute-Vienne |
| 18 avril 1877     | 19 mai 1877       | Charles Nicolas Sébline                           | préfet des Pyrénées-Orientales                                              | Sera préfet de l'Aisne ; sénateur de l'Aisne |
| 19 mai 1877       | 18 décembre 1877  | Emile Alexandre Louis Ducrest de Villeneuve       | Préfet de la Marne                                                          | démissionné après les élections invalidés d'octobre 1877                                                                                            |
| 18 décembre 1877  | 15 mars 1879      | François Auguste Spuller                          | Préfet de la Haute-Marne                                                    | Nommé préfet de la Somme |
| 15 mars 1879      | 26 janvier 1881   | Eugène Schnerb                                    | Préfet de la Corse                                                          | Nommé préfet de Maine-et-Loire |
| 26 janvier 1881   | 12 février 1886   | Marie Louis Félix Auguste Assiot                  | Préfet de Maine-et-Loire                                                    | Nommé préfet du Puy-de-Dôme le 8 novembre 1882, sans suite maintenu dans le Vaucluse. Passe à la retraite                                           |
| 8 novembre 1882   | non installé      | Charles Henry Hector Albéric Lefebvre du Grosriez | Directeur du cabinet et du personnel A été (1880) Préfet de la Haute-Savoie | Nommé préfet du Puy-de-Dôme |
| 12 février 1886   | 20 juin 1888      | Eugène Joseph Marie Doucin                        | Préfet de l'Orne                                                            | préfet de l'Oise |
| 20 juin 1888      | 29 février 1892   | Louis Casimir Léonce Bret                         | Préfet du Morbihan (Proposé pour préfet de Loir-et-Cher sans suite)         | Nommé préfet du Cher |
| 29 février 1892   | 21 septembre 1894 | Gaston Eugène Hippolyte Carle                     | Préfet du Cher                                                              | Nommé préfet du Puy-de-Dôme |
| 21 septembre 1894 | 9 février 1897    | Pierre Marie Désiré Georges Louvel                | Préfet de Loir-et-Cher préfet des Landes, non installé                      | Mort en fonction |
| 13 février 1897   | 16 juillet 1898   | Léon Hippolyte François Ardisson                  | Préfet des Pyrénées-Orientales                                              | Nommé préfet du Puy-de-Dôme |
| 16 juillet 1898   | 31 mars 1899      | Achille Tournier                                  | Préfet de l'Isère                                                           | Nommé préfet de la Somme |
| 31 mars 1899      | 7 janvier 1906    | Francisque Simon Masclet                          | Préfet de l' Yonne                                                          | Nommé chef de bureau à la direction de l'Administration départementale et communale au ministère de l'Intérieur                                     |
| 7 janvier 1906    | 3 octobre 1910    | Jules Eugène Trophime Belleudi                    | Préfet de l'Ardèche                                                         | Nommé trésorier-payeur général (TPG) d'Eure-et-Loir                                                                                                 |
| 3 octobre 1910    | 23 décembre 1911  | Claude Marie Frédéric Verne                       | Préfet du département d'Alger                                               | Nommé trésorier-payeur général de la Côte-d'Or |
| 23 décembre 1911  | 3 mai 1913        | Pierre Claude Genebrier                           | Sécretaire général du gouvernement de l'Algérie                             | (1re période) Nommé préfet de la Savoie |
| 3 mai 1913        | 28 juillet 1917   | Albert Lambert-Rochet                             | Préfet de la Vendée                                                         | Mort en fonction |
| 10 août 1917      | 21 décembre 1917  | Pierre Claude Genebrier                           | Préfet de la Savoie                                                         | (2e période) Nommé préfet du Finistère |
| 21 décembre 1917  | 18 mars 1919      | Marie Charles Émile Vallette                      | Préfet des Basses-Alpes                                                     | (préfet par interim, puis préfet.) Nommé préfet du Doubs                                                                                            |
| 18 mars 1919      | 12 juin 1934      | Pierre Antoine Monis                              | Conseiller de gouvernement au gouvernement général de l'Algérie             | Nommé préfet d'Oran |
| 12 juin 1934      |                   | Honoré Guerrin                                    | Secrétaire général des Bouches-du-Rhône pour la police                      | À la disposition du gouvernement général, direction de l'intérieur. Nommé Préfet de la Dordogne , maintenu à la disposition du gouvernement général |
| 12 juin 1934      | 26 septembre 1936 | Camille Alcide Élie Pierre Vernet                 | Préfet des Landes                                                           | préfet d'Indre-et-Loire |
| 26 septembre 1936 | non installé      | Pierre Joseph Faustin Combes                      |                                                                             | nomination pour ordre, Directeur adjoint à la direction générale de la sûreté nationale                                                             |
| 26 septembre 1936 | 30 août 1938      | Henry Marie Eugène Jules Chavin                   | directeur adjoint du ministère de l’Intérieur                               | Nommé préfet de la Haute-Vienne |
| 30 août 1938      | 25 décembre 1940  | Louis Joseph Charles Barnabé Martin               | Préfet de la Haute-Marne                                                    | Devient en 1942 Directeur de l'hôpital Renée Sabran à Giens                                                                                         |

## Régime de Vichy
| Période           | Période          | Identité                              | Fonction précédente                               | Observation |
| ----------------- | ---------------- | ------------------------------------- | ------------------------------------------------- | --- |
| 17 septembre 1940 | 14 novembre 1941 | Louis Léon Alexandre                  | Commandant par interim de la 3e division aérienne | Passe à la préfecture de Constantine. Sera en 1945 radié des cadres |
| 14 novembre 1941  | 4 mars 1943      | Henri Léon Piton                      | Préfet du Morbihan                                | Nommé à la disposition du Secrétaire d'Etat à l'agriculture et au ravitaillement |
| 28 octobre 1942   | (non installé)   | René Chopin                           | Préfet des Deux-Sèvres                            | Nommé 9 décembre 1943 préfet de la Haute-Savoie, non-installé Révoqué, 12 décembre 1943. Réintégré, 26 juillet 1945 4 septembre 1945 : préfet de la Charente-Maritime par interim 20 mars 1946 : préfet de l'Eure |
| 4 mars 1943       | 9 décembre 1943  | Victor Henri Georges Théophile Darbou | Préfet du Tarn                                    | Nommé préfet hors cadre |
| 9 décembre 1943   | 11 mai 1944      | Jean-Baptiste Antoine Benedetti       | Préfet délégué des Bouches-du-Rhône               | Arrêté par les Allemands, déporté, rapatrié Nommé en 1945 préfet de la Côte-d'Or |

## Préfets de la Quatrième République
| Période                     | Période           | Identité                                | Fonction précédente                                                                                             | Observation |
| --------------------------- | ----------------- | --------------------------------------- | --- | --- |
| mai 1944 / 4 septembre 1944 | 21 juin 1945      | Jean Joseph Marcel Charvet              | professeur au lycée Saint-Charles à Marseille                                                                   | désigné pour assumer les fonctions de préfet en mai, nommé en septembre retourne au lycée ; sera inspecteur d'académie et inspecteur général de l'instruction publique |
| 16 juin 1944                | 25 août 1944      | Franck Rouvière                         | | préfet par interim |
| 21 juin 1945                | 15 juin 1946      | François Ange Antoine Mathieu Stefanini | Chargé de la direction de l'intérieur à la délégation de Londres (1944) ; chargé de mission au ministère (1945) | Nommé directeur des services techniques à l'O.N.U. |
| 24 août 1946                | 17 septembre 1949 | Lucien Edouard Louis Drevon             | Préfet de Saône-et-Loire                                                                                        | Nommé préfet de la Corse |
| 17 septembre 1949           | 3 juillet 1957    | Jacques Alphonse Boissier               | Gouverneur du Dahomey                                                                                           | (Titularisé Gouverneur honoraire des colonies) Nommé préfet de la Martinique                                                                                           |
| 3 juillet 1957              | 25 novembre 1959  | Aimé Fulcran Jeanjean                   | Préfet de l'Ardèche                                                                                             | (congé spécial, puis à la retraite) |

## Préfets de la Cinquième République
| Période           | Période             | Identité                           | Fonction précédente                                                                           | Observation |
| ----------------- | ------------------- | ---------------------------------- | --------------------------------------------------------------------------------------------- | --- |
| 25 novembre 1959  | 8 novembre 1963     | Jean Escande                       | Préfet des Deux-Sèvres                                                                        | Nommé préfet du Cher |
| 8 novembre 1963   | 12 juillet 1967     | Pierre Jean-Baptiste René Hosteing | Préfet de l'Ardèche                                                                           | Nommé préfet du Finistère |
| 12 juillet 1967   | 15 juin 1970        | Robert Hayem                       | Préfet des Ardennes                                                                           | Nommé préfet de l'Eure |
| 15 juin 1970      | 14 juin 1973        | René Érignac                       | Préfet de la Haute-Saône                                                                      | Passe à la retraite et devient préfet honoraire |
| 14 juin 1973      | 12 février 1975     | Jean Marie Dande                   | Préfet de la Mayenne                                                                          | préfet du Morbihan |
| 12 février 1975   | 27 avril 1978       | Henri Auguste Gevrey               | Préfet des Hautes-Alpes                                                                       | Nommé préfet du Finistère |
| 27 avril 1978     | 16 juillet 1981     | Jean Pierre Pensa                  | Préfet du Gers                                                                                | Nommé préfet de l'Isère |
| 16 juillet 1981   | 31 décembre 1983    | Jacques Jules Mazel                | secrétaire général de la ville de Marseille                                                   | Nommé Président du conseil d'administration de la société des autoroutes Paris-Rhin-Rhône                                                                         |
| 17 janvier 1984   | 17 septembre 1987   | Jean Dominique Eugène Marie Keller | Préfet des Pyrénées-Orientales                                                                | Passe à la retraite |
| 17 septembre 1987 | février 1989        | Léon Saint-Prix                    | Préfet de la Corrèze                                                                          | Nommé secrétaire général de la préfecture de Paris |
| février 1989      | 1991 3 janvier 1991 | François Leblond                   | Préfet du Lot                                                                                 | Nommé préfet d’Indre-et-Loire |
| 23 janvier 1991   | 21 juin 1993        | Jean Daubigny                      | conseiller technique au cabinet du président de la République François Mitterrand             | Nommé préfet de la Loire |
| 4 juin 1993       | 30 avril 1997       | Joël Lebeschu                      | directeur de la sécurité civile au ministère de l’intérieur et de l’aménagement du territoire | Directeur de cabinet du ministre de la fonction publique, de la reforme de l'état et de la décentralisation Dominique Perben sera nommé (1998) préfet du Morbihan |
| 30 avril 1997     | 17 mars 1999        | Jean-Pierre Lacave                 | secrétaire général de la préfecture de Paris                                                  | Nommé préfet de l'Ain |
| 17 mars 1999      | 4 juillet 2002      | Pierre Mongin                      | Préfet d'Eure-et-Loir                                                                         | Nommé préfet de la région Auvergne, préfet du Puy-de-Dôme |
| 4 juillet 2002    | 7 juillet 2004      | Paul Girot de Langlade             | Préfet de Guadeloupe                                                                          | Nommé préfet d'Indre-et-Loire |
| 7 juillet 2004    | 20 août 2007        | Hugues Parant                      | Préfet de l'Orne                                                                              | Nommé préfet de Meurthe-et-Moselle |
| 20 août 2007      | 24 juillet 2009     | Jean-Michel Drevet                 | Directeur de cabinet de Christian Estrosi, Ministre délégué à l'Amenagement du Territoire     | Nommé Directeur de cabinet de Christian Estrosi, Ministre de l'Industrie                                                                                          |
| 24 juillet 2009   | 27 août 2012        | François Burdeyron                 | Préfet de la Charente                                                                         | Nommé préfet de Maine-et-Loire |
| 27 août 2012      | 10 février 2015     | Yannick Blanc                      | directeur de la police générale à la Préfecture de police de Paris                            | Nommé préfet du Val-d'Oise |
| 10 février 2015   | 28 juillet 2017     | Bernard Gonzalez                   | Préfet de l’Ardèche                                                                           | Nommé préfet de Maine-et-Loire |
| 28 juillet 2017   | 9 mai 2018          | Jean-Christophe Moraud             | Préfet de l’Yonne                                                                             | |
| 9 mai 2018        | 20 juillet 2022     | Bertrand Gaume                     | Préfet de la Corrèze                                                                          | Nommé préfet de l'Essonne |
| 23 août 2022      |                     | Violaine Démaret                   | Préfet des Alpes-de-Haute-Provence                                                            | |